# L'amore rubato (raccolta di racconti)
L'amore rubato è una raccolta di racconti di Dacia Maraini pubblicata nel 2012 dalla casa editrice Rizzoli.

## Racconti contenuti
L'opera racconta otto storie che hanno come tema la violenza fisica e psichica alle donne. Le otto protagoniste sono donne forti che lottano contro mariti, amanti, compagni e amici dalla doppia personalità: uomini per bene agli occhi della gente, ma aguzzini tra le mura domestiche.

### Marina è caduta per le scale
Il giovane dottore Gianni Lenti si trova a curare più volte al pronto soccorso la diciassettenne Marina Savina, con lividi ed ecchimosi che dice di essersi procurata a causa d'incidenti domestici, come la caduta dalle scale. Temendo che si tratti in realtà delle conseguenze di percosse, il medico la segnala ai servizi sociali.
Un'assistente sociale si presenta a casa di Marina, ma vi trova soltanto il marito, che le racconta che sua moglie è spesso preda di crisi epilettiche che la fanno cadere. L'assistente è portata a credergli e non prende provvedimenti. Quando Marina torna a casa il marito si arrabbia con lei perché, parlando con i sanitari, non ha sostenuto di essere epilettica, ma poi l'abbraccia teneramente. Marina si abbandona tra le braccia dell'unica persona che, nonostante tutto, le dimostra affetto.

### La bambina Venezia
Ottavio e Letizia Persiceto sono una coppia che per molti anni non ha avuto figli, pur desiderandoli. Un giorno Letizia rimane incinta e dà quindi alla luce una bambina, che viene chiamata Venezia. Letizia, notando la vivida e precoce intelligenza della figlia, si preoccupa della sua istruzione, mentre Ottavio, affascinato dalla sua bellezza, progetta per lei una carriera da modella, che le fa intraprendere con notevole successo già in età infantile.
Una mattina Venezia esce in giardino per raccogliere dei fiori e sparisce nel nulla. I genitori pensano ad un rapimento, ma non arriva alcuna richiesta di riscatto. Dopo alcuni anni Ottavio muore di crepacuore; successivamente viene trovato, nel giardino della villetta accanto a quella dei Persiceto, il cadavere di una bambina, che Letizia riconosce per quello della figlioletta. Ad ucciderla era stato con ogni probabilità il loro vecchio vicino di casa, che disponeva di un sotterraneo che si estendeva sotto il loro giardino e che aveva poi venduto la proprietà trasferendosi in Brasile, dove aveva fatto perdere le proprie tracce. 

### Lo stupratore premuroso
Giorgia, un'italiana che lavora presso un'università spagnola, cerca di prendere il treno per Siviglia per salutare il marito che deve rientrare in Italia, ma nonostante una corsa affannosa non vi riesce. Un ferroviere però si offre di accompagnarla in automobile ad una stazione successiva; Giorgia accetta. L'uomo però s'inoltra con l'auto in mezzo ai campi e si accinge a stuprare la sua passeggera minacciandola con una pistola. Giorgia deve cedere; vorrebbe poi fuggire a piedi, ma il ferroviere si offre di portarla comunque alla destinazione pattuita, e durante il tragitto cerca di giustificarsi e di chiederle scusa. Alla stazione, Giorgia denuncia l'accaduto alla polizia ferroviaria, ma l'agente mette in dubbio le sue parole, forse per proteggere il buon nome della categoria. Alla donna non rimane che salire mestamente sul treno per Siviglia.

### Cronaca di una violenza di gruppo
La tredicenne Francesca Gentili viene sequestrata e violentata a turno da quattro liceali, ed è soccorsa da prete di passaggio sulla strada dove si è trascinata a stento. I quattro ragazzi – Gianni detto Mammolo, Christofer, Angelo e Alessio –, provenienti da ricche famiglie, in parte si proteggono a vicenda e in parte giocano allo scaricabarile, ma sono concordi nel descrivere la vittima come una ragazza frivola e spavalda. Anche il preside del loro liceo è preoccupato che la loro eventuale condanna possa infamare tutta la scuola. Il giornale locale, dal canto suo, tende a mettere in dubbio le parole dell'unica testimone – Deborah, un'amica di Francesca –, che dice di aver visto solo i quattro ragazzi, per lanciare l'ipotesi che questi siano stati eterodiretti da adulti venuti dalla grande città. Al processo, la responsabilità viene addossata a questi fantomatici stupratori, mentre i ragazzi vengono assolti. Le versioni delle due ragazze non sono tenute in considerazione.

### Ale e il bambino mai nato
Alessandra Belli, detta Ale, si reca nell'ambulatorio ginecologico del dottor Vedova per sottoporsi a un aborto oltre i limiti di tempo previsti dalla legge. Dopo l'operazione, al momento di uscire dallo stabile, vede lo stupratore che l'aveva messa incinta. Anche l'uomo la riconosce, ma crede erroneamente che sia venuta da lui per minacciarlo. Sta per picchiarla, ma l'arrivo casuale del ginecologo lo fa desistere.
Rimasta sola col medico, Ale gli confida di aver riconosciuto il suo violentatore; il dottor Vedova le propone di ricattarlo insieme, ma la donna ne è disgustata. Tornata a casa, decide invece di denunciare entrambi.

### La sposa segreta
Carmelina Croci è una donna meridionale, rimasta vedova ancor giovane con due figlie, di nome Giusi e Rosaria. Viene corteggiata da Giorgio Politi, pianista settentrionale di bell'aspetto, e lo sposa. In occasione di una trasferta lavorativa di Carmelina, Giorgio, rimasto a casa con le bambine, durante la notte s'infila nel letto di Giusi e la penetra. Giusi ne è dapprima sconvolta, ma presto inizia ad apprezzare le lusinghe del patrigno, che le dichiara di avere sposato sua madre solo per stare accanto a lei. 
Dopo qualche tempo però Giusi si accorge che Giorgio si è preso sua sorella Rosaria come nuova amante-bambina e, ingelosita, racconta i fattacci a sua madre, procurando le prove che accusano il patrigno. Giorgio viene così incarcerato. Giusi muore di overdose di eroina e Rosaria diviene anch'ella una sbandata. In seguito alla distruzione della sua famiglia, Carmelina lascia il lavoro e si riduce a mendicare.

### La notte della gelosia
Angela s'innamora follemente di Gesuino, un uomo dal fisico molto attraente e dagli atteggiamenti molto affettuosi, ma anche molto possessivo. Egli è molto sospettoso nei confronti degli altri uomini con i quali Angela ha a che fare: l'ex fidanzato Germano, il cognato Giulio e il collega Mario. È proprio verso quest'ultimo che monta la sua gelosia, ed è a lui che Angela chiede aiuto quando si sente minacciata da Gesuino che imbraccia un coltello. L'arrivo di Giulio, accompagnato dai carabinieri, a casa di Angela conferma Gesuino nella sua idea che Giulio sia in realtà l'amante della sua donna.

### Anna e il Moro
Anna, giovane attrice, intreccia una relazione con Tito Porcelli, affermato cantautore e polistrumentista detto il Moro, più vecchio di lei di oltre vent'anni. Il padre di Anna vede con diffidenza il loro rapporto, non solo per la differenza d'età, ma anche perché ha l'impressione che il musicista soggioghi psicologicamente la figlia. 
Un giorno Anna si ritrova con un polso rotto, che giustifica con una caduta per le scale. Suo padre sospetta che si tratti di una scusa, ma non crede che sia colpa del Moro. Gli "incidenti" si ripetono, finché l'ultimo è fatale ad Anna. Il Moro viene arrestato, ed il padre di Anna si dispera per non aver intuito prima la verità.

## Opere derivate
Dal racconto Cronaca di una violenza di gruppo è stato tratto nel 2012 lo spettacolo teatrale Cronaca di un amore rubato, rappresentato dalla Fondazione Teatro della Pergola di Firenze.
Da una rielaborazione dei racconti è stato tratto il film L'amore rubato, prodotto da Anthos Produzioni e Rai Cinema, su soggetto di Giancarlo De Cataldo ed Irish Braschi e sceneggiatura di Irish Braschi e Giorgia Cecere, diretto dal regista Irish Braschi ed interpretato da Elena Sofia Ricci, Stefania Rocca, Gabriella Pession, Chiara Mastalli, Francesco Montanari, Alessandro Preziosi, Elisabetta Mirra, Emilio Solfrizzi, Antonello Fassari, Paola Cultrera, Daniela Terrieri, Massimo Poggio, Antonio Catania, Daniela Poggi, Cecilia Dazzi, Luisa De Santis, Emanuel Caserio.
Il film è uscito nelle sale il 29 novembre 2016 ed è stato trasmesso in prima assoluta TV su Rai Due mercoledì 22 Novembre 2017 alle 23:25.

## Edizioni
- Dacia Maraini, L'amore rubato, collana La Scala, Milano, Rizzoli, 2012, ISBN 978-88-17-06081-3.
- Dacia Maraini, L'amore rubato, Milano, Mondolibri, 2012.
- Dacia Maraini, L'amore rubato, collana BUR contemporanea, Milano, Rizzoli, 2013, ISBN 978-88-17-06655-6.
- Dacia Maraini, L'amore rubato, collana Itinerari del Corriere della sera. Le opere di Dacia Maraini, n. 9, Milano, RCS, 2020.